# 테크노소프트
테크노소프트(テクノソフト)는 일본의 게임 제작사였다.

## 개요
나가사키현 사세보시에 거점을 둔 기업으로 최초에는 컴퓨터 판매점으로 시작했으며 이어 당시의 8비트 PC 각 기종으로 게임과 업무용 소프트웨어를 제작, 판매하였다. 당시 서로 호환되지 않는 다양한 기종이 난립했던 PC게임 시장에서 각 기종의 성능을 잘 이끌어낸 높은 기술력을 가졌던 기업이기도 하다. 1989년에 선더 포스 2MD를 내놓은 것을 시작으로 PC에서 가정용 게임기로 주 활동 영역을 옮겨갔으나 1999년을 끝으로 작품을 더 내놓지 못하였으며 2001년에 인수합병되어 폐업했다.
영문 표기는 초기에는 Tecno Soft로 표기되어 왔으나, 1992년을 전후하여 Techno Soft로도 표기되기 시작하여 이후로는 혼용되었다. 띄워쓰기 또한 일관성이 없이 혼용되었다.

## 연혁
- 1980년 2월: 컴퓨터 판매점인 사세보 마이컴 센터로 창업
- 1982년 4월: 테크노소프트로 설립
- 1989년 6월 15일: 선더 포스 2MD로 메가드라이브 게임 제작 개시
- 1994년 12월 3일: 열혈친자로 플레이스테이션 게임 제작 개시
- 1995년 7월 21일: 열혈친자로 세가새턴 게임 제작 개시
- 1999년 12월 16일: 마지막 작품인 네오류드-새겨진 문장 발매
- 2001년: 트웬티원에 M&A되어 소멸

## 작품
제목, 기종, 발매일, 기타 특기사항의 순으로 기재한다.

### 1982년 - 1987년
- 동키 고릴라(ドンキーゴリラ): MZ-700, 1982년
- 백가몬(バックギャモン): 각종 PC, 1982년
  - 백가몬 엑설런트(バックギャモン エクセレント): 각종 PC, 1982년
- 스타 플리트(スターフリート): 각종 PC, 1982년
- 선더 포스(サンダーフォース): 각종 PC, 1983년
  - 선더 포스 콘스트럭션(サンダーフォース コンストラクション): 각종 PC, 1984년
- 스네이크&스네이크(スネーク&スネーク): 각종 PC, 1983년
- 플라즈마 라인(プラズマライン): 각종 PC, 1984년
- 오비트 3(オービット３): 각종 PC, 1985년
- 점박이 너구리의 대모험(ばってんタヌキの大冒険): 각종 PC, 1985년
- 구옥전(九玉伝): 각종 PC, 1986년
- 컴사이트(COMSIGHT): 각종 PC, 1987년
- D대시(D'): 각종 PC, 1987년

### 1988년 - 1992년
- 헤르초크(ヘルツォーク): 각종 PC, 1988년
- 피드백(フィードバック): 각종 PC, 1988년
- 신구옥전(新九玉伝): 각종 PC, 1988년
- 선더 포스 2(サンダーフォースII): X68000, 1988년 10월 15일
  - 선더 포스 2MD(サンダーフォースII MD): MD, 1989년 6월 15일
- 헤르초크 츠바이(ヘルツォーク・ツヴァイ): MD, 1989년 12월 15일
- 선더 포스 3(サンダーフォースIII): MD, 1990년 6월 8일
  - 선더 포스 AC(サンダーフォースAC): 업소용, 1990년 12월, 세가 발매
  - 선더 스피리츠(サンダースピリッツ): SFC, 1991년 12월 31일, 도시바 EMI 발매
- 엘리먼틀 마스터(エレメンタルマスター): MD, 1990년 12월 14일
- 데빌 크래시 MD(デビルクラッシュMD): MD, 1991년 10월 10일
- 선더 포스 4(サンダーフォースIV): MD, 1992년 7월 24일, 북미에서는 라이트닝 포스(Lightening Force)라는 제목으로 발매

### 1993년 - 1996년
- 하이퍼 듀엘(ハイパーデュエル): 업소용, 1993년 / SS, 1996년 11월 22일
- 마법 오류를 찾아라(マジカルエラーをさがせ!): 업소용, 1994년, 자레코 발매
- 스타 블레이드 메가CD판(スターブレード): MD-CD, 1994년 10월 28일, 남코 발매
- 열혈친자(熱血親子)[2]: PS, 1994년 12월 3일 / SS, 1995년 7월 21일
- 구전계(球転界): PS, 1995년 3월 31일 / SS, 1995년 8월 25일
- 리버시온(リヴァーシオン): PS, 1995년 12월 1일
  - 하이퍼 리버시온(ハイパーリヴァーシオン): SS, 1996년 6월 7일
- 강철령역(鋼鉄霊域〜スティールダム): PS, 1996년 8월 30일 / SS, 1996년 9월 6일
- 선더 포스 골드팩 1(サンダーフォースゴールドパック1): SS, 1996년 9월 27일
- 선더 포스 골드팩 2(サンダーフォースゴールドパック2): SS, 1996년 12월 6일

### 1997년 - 1999년
- 블래스트 윈드(ブラストウィンド): SS, 1997년 1월 17일
- 네오류드(ネオリュード): PS, 1997년 5월 9일
- 선더 포스 5(サンダーフォースV): SS, 1997년 7월 11일
  - 선더 포스 5 퍼펙트 시스템(サンダーフォースV パーフェクトシステム): PS, 1998년 5월 21일
- 네오류드 2(ネオリュード2): PS, 1997년 10월 18일
- 조립배틀 쿳쓰켓토(組み立てバトル くっつけっと): PS 1998년 3월 12일 / SS, 1998년 4월 2일
- 바람 언덕 공원에서(風の丘公園にて): PS, 1998년 9월 14일
- 사일런트 뫼비우스~환영의 타천사(サイレントメビウス 幻影の堕天使): PS, 1998년 12월 23일, 반다이 비주얼 발매, 공동제작
- 가게의 주인(おみせde店主): PS, 1999년 4월 8일
- 마이 가든(マイガーデン): PS, 1999년 9월 2일
- 겟타 로보 대결전!(ゲッターロボ大決戦!): PS, 1999년 9월 9일, 반다이 비주얼 발매, 공동제작
- 네오류드~새겨진 문장(ネオリュード 刻まれた紋章): PS, 1999년 12월 16일

## 관련 기업 및 인물

### 관련 기업
- 알시스 소프트웨어: 1985년에 아래의 요시무라 고토리가 독립. 이후 사이버 헤드(ja)로 사명을 개칭했으며 그란 투리스모 시리즈에 관여한다. 1998년에 그란 투리스모 제작진이 SCE의 지원을 받아 독립하여 폴리포니 디지털을 설립했고, 사이버 헤드는 2001년에 폴리포니 디지털에 사실상 흡수되었다.
- CA프로덕션(ja): 1993년에 선더 포스 2와 3을 제작한 스탭들을 주축으로 하여 독립해 나온 회사.
- 간바리온(ja): 1999년에 테크노소프트가 개발 부문을 없애고 회사 청산 과정에 들어가자 출신 직원들이 설립.

### 주요 인물
- 오오조노 도미오(大園富美男, 1954년 12월 29일 - 2014년 9월 20일): 창업자 겸 사장.[3]
- 아라이 나오스케(新井直介): Yunker Matai. 작곡가 겸 프로그래머로 창업부터 폐업까지 재직했던, 핵심 인물이라 할 수 있다.
- 요시무라 고토리(吉村功成, ja): うるにゃん, URDcat. 프로그래머. 선더 포스, 플라즈마 라인 등에 참여.
- 도야마 유이치(外山雄一, ja): 프로그래머. 헤르초크, 피드백 등에 참여. 대우에 불만을 품고 소프트웨어의 파일 안에 메시지를 숨겨넣기도 했으며, 후에 컴파일을 거쳐 라이징으로 이적.
- 오타니 도모미(大谷智巳, ja): TMO. 작곡가. 군마 현에 살면서 재택 근무만으로 곡을 써냈던 관계로 실제 본사를 방문한 적은 극히 적다. 1988~1991년에 주로 활약.
- 야마니시 도시하루(山西利治, ja): ふぁんきい素浪人. 작곡가. 1990~1992년에 주로 활약했으며 이후 거스트로 이적.
- 쓰쿠모 햐쿠타로(九十九百太郎, ja): 작곡가. 1994년 이후의 작곡을 거의 도맡다시피 했다.
- 히로세 유이치(廣瀨祐一): TEK TEK. 작곡가 겸 사운드 프로그래머. 말기에 입사하여 활동했으며 이후 간바리온으로 이적.